# 伊藤庸二
伊藤 庸二（いとう ようじ、1901年3月5日 - 1955年5月9日）は、日本の海軍軍人、工学者、無線技術者。ドレスデン工科大学Doctor、東京帝国大学工学博士。最終階級は海軍技術大佐。

## 生涯

### 生い立ちから海軍技術研究所の初期まで
1901年（明治34年）3月5日、千葉県夷隅郡御宿村（現・御宿町）に、御宿尋常高等小学校長伊藤鬼一郎の次男として誕生。伊藤家は御宿郷の名主の家系だった。旧制第一高等学校を卒業後、東京帝国大学の1年生の時に海軍委託学生になり、1924年（大正13年）3月、同大学工学部電気工学科を卒業。翌月、海軍造兵中尉（技術科士官第13期）に任官する。当時、欧米で電波技術が顕著に発展していたことから海外に技術者を留学させることとなり、1926年8月、箕原勉の推薦によりその候補に選ばれた。1926年11月にドイツ入りし、ドイツ語の習得後、1927年（昭和2年）4月、ドレスデン工科大学にてハインリッヒ・バルクハウゼン教授の下で学ぶ。なお、留学先については八木秀次に相談して決めたという。同大学にて無線用真空管の研究をし、卒業論文「二極真空管理論並びに超低周波発生」をまとめ、1929年7月に博士号を取得。1929年8月に飛行船ツェッペリンで同乗したことをきっかけに草鹿龍之介と交流を持ち、その後、草鹿の相談に応じて助言をしていたという。伊藤は、電波技術を索敵・攻撃兵器に応用すべきと早くから訴えていた。
帰国後は海軍技術研究所電気研究部の技術官となり、振極管の研究を行う。この研究成果は後に論文「磁電管の研究」として1936年に東京帝国大学に提出し、同年12月に工学博士号が授与される。また、電離層の研究にも取り組んだ。地上から発した電波が電離層で屈折反射するフェージング現象が課題となり、1932年にパルス波を用いた独自の測定装置を作成した。本機を用いた電離層の定期観測は国内初のもので、1932-1933年の第2回国際極年では学術研究会議電波研究委員会を通じて測定結果が全世界に発表された。また、伊藤の測定した記録は、万国無線科学協会（URSI）の事業として、毎週1回、1941年12月まで全世界に放送された。
電波伝播の研究を進め、この観測研究が軍事用短波通信の波長選択に不可欠なものであると理解され始める。1937年には関係者により波長選択の図表が完成し、1942年8月に伊藤はこれへの貢献から海軍技術有功章を授与される。

### ヨーロッパ出張
1937年春、ヨーロッパ出張の際、「ドイツ海軍が電波を使用して距離を測れる装置の開発に成功した」との未確認情報をドイツで聞き、また、イタリアでも短波を使った兵器開発の可能性について話を聞いたところであった。伊藤はドイツ大使館経由で軍中央に報告したが、この情報は握りつぶされたという。
伊藤研究室にて1933年から続けていたマグネトロン（磁電管）の研究が進み、1937年末には八分割陽極マグネトロンの最初の試作品を作成。これを基に橘型、菊型のセンチ波マグネトロンの開発に成功する。1939年初頭、マグネトロンの研究成果の一部を日本無線に公開し、その出力増加・量産化を委ねた。橘型マグネトロンを使って暗中測距装置の共同研究を開始し、1940年秋には試作機を完成させ、同年10月10日に鶴見沖で空母「赤城」を対象に実験を行い、成功させた。ただし、海軍はマイクロ波技術は即戦力にならないと判断し、開発を中止させてしまった。一方、ほぼ同じ頃にイギリスでも同じ方式のマグネトロンが開発され、アメリカにこれが提供された後、マイクロ波レーダーとして開発され、戦争で活用されている。
1939年春、大和田受信所（のち大和田通信所）の初代所長の和智恒蔵より、アメリカ軍太平洋艦隊の発する電波の解析について相談を受け、協力することとした。密かに作業を進め、望ましい結果を得るための状態や、その場合の受信地の場所などの助言をまとめた報告書を作成。この結果、太平洋艦隊は週初めに基地を出て、ラハイナ・ロードという海域で訓練をし、週末に真珠湾に帰投して休養を取るという行動様式を確認。後に真珠湾攻撃の日時を決めるのに役立ったとみられる。
1941年2月下旬から6月にかけて、ドイツ視察に同行し、パルス変調を使った航空機検出装置を見学し、海軍本部へ報告する。同じ頃、ロンドン駐在の浜崎造兵中佐からもレーダーに関する情報が報告され、日本でもレーダー（電探）の開発が進められる。その後に完成した対空用の二号一型電探と、対水上警戒用の一〇三号電探（後の二号二型電探）を戦艦「日向」に搭載した実験で、「一〇三号については撤去すべき。」と判断された際、「目的が異なるものを同じ装置で行うことは困難。」と伊藤は異論を唱え、マイクロ波電探の必要性を訴えた。

### 日米開戦後
また、アメリカとの戦争が始まってから、その前途に不安を感じたのか、1942年2月の連合艦隊による図上演習後、「ドイツや英米では原子力爆弾の研究が進められており、警戒が必要。」と発言。これがきっかけとなり、伊藤の呼びかけで調査機関設立のための準備委員会が設置される。その後、原爆製造のための可能性を検討する「物理懇談会」（仁科芳雄委員長）が1942年7月に発足。同会は1943年3月まで開催され、「原爆製造は可能だが、ウラン鉱石が不足し、長時間の研究が必要となり、この戦争には間に合いそうもない。」との結論に至った。電波研究の中心である伊藤が別の研究に時間を浪費しているとの批判もあり、同会は解散した。
1942年10月のサボ島沖海戦ではアメリカ軍のレーダーが活躍し、日本でも射撃用レーダーの重要性がわかり始め、センチ波電波探信儀の開発が認められた。ただし、前回の戦艦「日向」での試験結果を勘案し、対潜水艦用に限定された。一〇三号電探を改良し、二号二型電探を作成。1942年末に駆潜艇装備実験が行われ、量産に入った。
前述の物理懇談会では、複数の委員から「マグネトロンを使った電波兵器の方が実現する可能性が高い。」との意見があり、伊藤は上層部を説得して大出力磁電管の研究許可を得る。1942年10月から日本無線本社工場内に技研三鷹分室を設けて、研究に着手。1944年6月に開設した技研島田実験所で実用研究を行った。初期研究は順調に進み、約5mでウサギを殺す実験は成功したが、殺人光線、飛行機撃墜用の強力電波といった本来の目的である応用研究は一向に捗らなかった。大出力のマグネトロンが作れなかったためである。高性能なマグネトロンは作れるようになったが、発振理論が解明されず、応用機器が作れなかったという。

### 終戦後
終戦後、戦争関係資料の焼却とともに技術資料が無くなることが惜しい、また、後の復興に資料が役立つと感じたため、海軍の技術史を残すことを決心。高松宮宣仁親王に相談をし、元軍令部の富岡定俊と共に史実調査の仕事をすることとなった。史実調査の資金捻出とともに地元の農漁業の電化による振興のため、1946年春に光電社を設立。1947年には船舶機器の専門メーカー「光電製作所」を設立する。
1952年、電波監理局から陸上用方向探知機を作る話を打診され、1953年に試作機を作成。アメリカ陸軍のものよりも使いやすく、長時間使用が可能であったので、各地の電波監理局で採用されるとともに、輸出機運が盛り上がった。海軍での親友、藤村義朗を介して日系貿易商を紹介され、アメリカに渡航するきっかけを得た。せっかくの外国出張なので、ヨーロッパでバルクハウゼン博士と再会した後、旧海軍の研究成果をアメリカに持ち込み、日米共同研究をするという計画を立てた。しかし、渡航資格が無いので悩んでいたところ、アメリカの極東空軍幹部から賓客として招待するので渡米するようにとの話を得る。史料調査会の富岡に相談し、近々発足予定の防衛技術研究所嘱託の資格を得られるよう取り計らってもらい、渡航資格を得た。1954年4月下旬に欧米に出張。欧米でバルクハウゼン博士を含む知己や友人と会った後、アメリカで空軍研究長官のバット将軍と会い、「現在のように完成品の提供だけでなく、日本に研究課題と開発資金を与え、日本との友好関係を育んでほしい。」との旨で日米共同開発を訴え、パット将軍からは「伊藤がそれをしてはどうか」と逆提案があった。ただ、後に日本の大学に呼び掛けたところ、大多数の大学は、研究費は欲しいが米軍からの「ひも付き研究」では左翼勢力に睨まれるのが怖いと拒否反応を起こしたという。
帰国後、アメリカで見た世界初の電子計算機「ENIAC」の真空管が切れやすかったことから、後藤英一が開発した「パラメトロン素子」を基に電子計算機を作ることを検討。規模の小さい光電製作所では実現は困難であったため、パラメトロン電算機の開発は、国際電電、電通研、東大高橋秀俊研究室の三者で共同開発する方針が決定し、光電製作所は国際電電の指導の下、素子の開発を手伝うことになった。
その後、緒方竹虎副総理から防衛技術研究所の初代所長に就任してほしいとの依頼があり、伊藤も国のために2年間奉公するかもしれないと周囲に話していたが、その2か月後の1955年5月9日、光電製作所で指導中に急に倒れて死去した。

## 人物
1943年7月から伊藤の上司になった名和武中将はこう評している。「伊藤大佐は円満な人柄であったが、その反面、何かに熱中するとその目的に向かって直進する癖があった。しかも途中に他人の畑があろうと、眼中にはその目的物しかない。そして相手の畑の作物を蹴散らして走る。畑の持ち主は激怒して伊藤大佐を責める。すると伊藤大佐は別に他意がないとケロッと謝罪した。ところが、畑の持ち主はなんと図々しい野郎だとまた誤解する。だが長い目で見ていると、全然悪意がないことがわかり、たいていの人は納得した。伊藤大佐はそんな単純なところがあった」。

## 『ボウボウ・アタマ』の翻訳
ドイツ留学中にベルリンの書店で『もじゃもじゃペーター』の原書を発見し、気に入って甥のために日本語訳を作った。のち、1936年に『ボウボウ・アタマ』の訳題で出版した。これが同書の日本初の翻訳である。ただし、海軍軍人としての立場上、本名を用いることができなかったため、この初版は義弟の「高橋廣棟」名義となっている。

## 家族
- 父 - 鬼一郎（1867年5月24日〈慶応3年4月21日〉 - 1932年〈昭和7年〉1月25日）。教育者。御宿尋常高等小学校の校長を37年間（1891年5月 - 1928年3月）にわたりつとめる[36]。
- 長男 - 治昌（1933年 - ）。コロラド大学理学部 Ph.D. 日本電子勤務、御宿町長（1期、1994年3月13日 - 1998年3月12日）、一般財団法人五倫文庫理事長等を歴任[37]。
- 次男 - 良昌（1936年 - ）。光電製作所代表取締役、ハーモニック・ドライブ・システムズ取締役等を歴任[38]。
- 三男 - 光昌（1939年 - ）。ハーモニック・ドライブ・システムズ社長（1994年 - 2003年）、同会長（2003年 - ）[38]。2021年現在、KODENホールディングス代表取締役会長[39]、ハーモニック・ドライブ・システムズ代表取締役会長[40]。
- 四男 - 弘昌（1943年 - ）。東北大学大学院工学研究科電子工学専攻博士課程修了、工学博士。東北大学電気通信研究所教授、東北大学未来科学技術共同研究センター長等を歴任[38]。東北大学名誉教授。

## 著書・訳書

### 単著
- 『日本初期の無線電信』光電製作所、2018年6月。

### 共著
- 高橋修一共著『レーダー』興洋社、1953年。
- 後藤光男共著『無線方位測定機』コロナ社、1957年1月。

### 訳書
- H. Barkhausen『熱電子管 第1巻 電子原論・増幅器』コロナ社、1931年。
- H. Barkhausen『熱電子管 第2巻 真空管発振器』コロナ社、1932年6月。
- H. Barkhausen『熱電子管 第3巻 減幅緩和・整流器・受信器』コロナ社、1934年11月。
- H. Barkhausen『熱電子管 第4巻 整流器・受信器』コロナ社、1934年11月。
- ハインリッヒ・ホフマン『ボウボウ・アタマ』曙光會出版部、1936年。 - 「高橋廣棟」名義。
  - 『ぼうぼうあたま』教育出版センター、1980年。 - 第2版。
  - 『ぼうぼうあたま』教育出版センター、1992年。 ISBN 4-7632-4600-3 - 第3版。「いとうようじ」名義。「くろんぼ の はなし」が差別表現だとして、「まっくろ ジム の はなし」と修正された[41]。
  - 『ぼうぼうあたま』五倫文庫、2006年。 ISBN 4-87786-817-8 - 第4版。「いとうようじ」名義。